# Szyfry
Szyfry − polski film psychologiczny z 1966 roku, wyreżyserowany przez Wojciecha Jerzego Hasa. Autorem scenariusza, napisanego na podstawie własnego opowiadania Szyfry, jest Andrzej Kijowski.
Plenery: Kraków.

## Fabuła
Akcja Szyfrów rozgrywa się w Paryżu oraz w Krakowie i jego okolicach w pierwszej połowie lat sześćdziesiątych XX wieku. W filmie pojawiają się też sceny odnoszące się do czasów II wojny światowej, mają one jednak charakter onirycznych wizji. W obrazy te wplecione zostały cytaty ze stylizowanego na biblijną przypowieść poematu romantycznego Anhelli Juliusza Słowackiego.
Tadeusz, emigrant z Polski, odwiedza w Paryżu swą kuzynkę Helenę Kunicką. Dzieli się z nią informacjami z kraju. Żona, od której odszedł przed laty, mimo upływu czasu nie potrafi pogodzić się ze śmiercią młodszego syna. W ostatnim roku wojny Jędrek został zabrany z mieszkania przez gestapo i ślad po nim zaginął. Na wpół obłąkana kobieta wierzy, że jej syn nadal żyje. Dramatyczny list zatroskanego stanem matki starszego syna, Maćka, nie daje Tadeuszowi spokoju i sprawia, że postanawia odwiedzić dawną ojczyznę.
Po przyjeździe do Krakowa Tadeusz podejmuje działania mające na celu rozwikłanie zagadki śmierci Jędrka. Konfrontuje obraz dziecka, jaki zachował w pamięci, z opowieściami żony, Maćka, znajomych chłopca i członków polskiej organizacji podziemnej. Mieszkanie było skrzynką kontaktową dla członków konspiracji. Jędrek, niezwykle delikatny i wrażliwy nastolatek, nie umiał poradzić sobie z koszmarem wojny i okupacyjnego terroru. Nie sposób ustalić, dlaczego chłopiec został aresztowany ani co się z nim później stało. Trudno dotrzeć do ludzi, którzy pamiętają te wydarzenia, a gdy to się udaje, świadkowie zdarzeń nie chcą o nich mówić, zasłaniają się niepamięcią lub podają informacje coraz bardziej komplikujące historię. Dochodzenie nie rozjaśnia mroku, przeciwnie − kolejne, czasem sprzeczne relacje zaciemniają obraz. Równolegle ukazują się za to inne wątki, nierzadko dramatyczne dla uczestników zdarzeń.
Punktem zwrotnym nie jest też wyznanie Maćka, który przyznaje wreszcie ojcu, że widział brata już po aresztowaniu, wiezionego na chłopskiej furmance. Niewykluczone, iż Jędrek został zlikwidowany przez „swoich”, ponieważ stanowił zagrożenie dla całej organizacji. Jednak i ten trop nie jest pewny. Młodszy syn Tadeusza mógł zginąć, ale mógł też zostać wywieziony na „przechowanie”.
Tajemnica Jędrka, bohatera filmu nieobecnego na ekranie, pozostaje do końca jednym z wielu nieodgadnionych szyfrów.

## Obsada
- Jan Kreczmar − Tadeusz
- Zbigniew Cybulski − Maciek, syn Tadeusza
- Irena Eichlerówna − Zofia, żona Tadeusza, matka Maćka i Jędrka
- Ignacy Gogolewski − doktor Zygmunt Gross
- Irena Horecka − Helena Kunicka, kuzynka Tadeusza mieszkająca w Paryżu
- Janusz Kłosiński − kierownik antykwariatu
- Barbara Krafftówna − Jadwiga
- Wacław Kowalski − Madeja, zarządca PGR-u w Gorczy
- Kazimierz Opaliński − leśniczy Pieczara
- Zofia Merle − Wacka, córka Pieczary
- Janusz Gajos − zakonnik w klasztorze Cystersów
- Irena Orska − sąsiadka
- Władysław Dewoyno − kelner w wagonie restauracyjnym

## Krytyka
20 lat po zakończeniu II wojny światowej Has wrócił do czasów okupacji, ukazując zarówno wstrząsającą wojenną rzeczywistość, jak i jej skutki: pamięć Polaków skażoną wojną. Nie potrafią oni wyzwolić się z koszmarnych wspomnień – nie są to jednak reminiscencje walk na frontach, lecz „doświadczenie Apokalipsy przeżywanej w sublokatorskim pokoju”. Zderzenie takiego doświadczenia z losem emigranta z Anglii, powoduje „dramat wzajemnego niezrozumienia”, o którym pisze Tadeusz Lubelski. Ojciec ma za sobą udział w „normalnych wojnach (...), zaś ocalały syn konfrontuje go z opowieścią o zmarłym, przestraszonym dziecku, które stało się niebezpieczne dla podziemia i prawdopodobnie zostało zgładzone na jego rozkaz”.
Kraków, rodzinne miasto Hasa, nie został wskutek działań militarnych tak zniszczony jak np. Warszawa. Miejsca się nie zmieniły, zmienili się jednak ludzie, ich świadomość. Jak mówił reżyser w jednym z wywiadów prasowych „ludzie mieszkają niby w tym samym miejscu, a właściwie zupełnie gdzie indziej”. Tacy są bohaterowie Szyfrów. Maciek, prześladowany koszmarami, które od lat nie dają mu spokoju, nie potrafi znaleźć sobie miejsca w życiu. Jego matka żyje w świecie własnych wyobrażeń, coraz bardziej oddalając się od rzeczywistości.
Sekwencje oniryczne, wyraźnie wyodrębnione w Szyfrach (co stanowi w filmach Hasa wyjątek), przedstawiają „fazy ogarniania przez bohatera rzeczywistości okupacyjnej”. Towarzyszące im fragmenty Anhellego reżyser ułożył w kolejności odwrotnej niż funkcjonują w tekście Juliusza Słowackiego.
W filmie pojawia się częsty u Hasa motyw pociągu. Po raz pierwszy, gdy Tadeusz podróżuje do Krakowa: w wagonie restauracyjnym ogląda album ze zdjęciami na temat holocaustu, jego uwagę przykuwa fotografia wagonu towarowego z zakratowanymi oknami, przewożącego Żydów. Potem pociąg widać dwukrotnie w scenach wizyjnych: z uwięzionym w zatłoczonym wagonie dzieckiem oraz z chłopcami przy torach. Symbol ten, według Iwony Grodź, można skojarzyć „z odjazdem, pożegnaniem, rozstaniem, przemijaniem”.